# Атамановий гай
Атаманова роща — ботанічний заказник місцевого значення в Україні. Розташований на теренах Забуянської сільської ради Макарівського району Київської області. 
Площа 14,5 га. Створений відповідно до Рішення 16 сесії 21 скликання Київської обласної ради № 30 від 10 березня 1994 року. Перебуває у віданні Забуянського лісництва ДП «Макарівське лісове господарство», квартал 29, виділи 9, 11, 14. 
Добре збережена в природному стані ділянка дубового лісу віком 80—90 років. Тут зростають лілія лісова та гніздівка звичайна — види, занесені до Червоної книги України. Серед малопоширених видів зустрічаються воронець колосистий та півники угорські. Зростають також цінні лікарські рослини – перстач білий та вероніка лікарська.